# Kurt Cobain
Kurt Donald Cobain (Aberdeen, Washington, 1967. február 20. – Seattle, 1994. április 5.) amerikai zenész, a Nirvana nevű seattle-i rockegyüttes énekese, szövegírója és gitárosa. Szerepe nemcsak azért volt meghatározó, mert az együttes frontembere és első számú szövegírója volt, hanem mert ő volt a Nirvana „spirituális középpontja” is. Az együttes befutásával amerikai és nemzetközi híresség lett belőle, amit roppant kellemetlennek élt meg.
Cobain és a Nirvana hozzájárult az alternatív rock kilencvenes évekbeli megújulásához. Máig legnépszerűbb slágerük, a Smells Like Teen Spirit 1991-es megjelenése jelezte a rock főáramlatának drámai eltolódását az 1980-as évek népszerű irányzataitól (glam metal, arena rock és dance-pop) a grunge és az alternatív rock irányába. A zenei média a dalt egyenesen egy generáció himnuszaként emlegette, ezáltal Cobaint akaratlanul is az Generation X szószólójává tette. További ismert szerzeményei többek között a Come as You Are, a Lithium, az In Bloom, a Heart-Shaped Box, az All Apologies és az About a Girl.
Életének utolsó éveiben drogfüggővé vált és feleségével, Courtney Love-val az életükbe tolakodó médiával küszködtek. 1994. április 8-án Cobaint a Courtney Love által kihívott villanyszerelők holtan találták otthonában. Halálokként hivatalosan fejlövéssel elkövetett öngyilkosságot jelöltek meg, de a halála körüli bizonytalanságok azóta is vitákra adnak okot.
2003-ban David Fricke, a Rolling Stone újságírója minden idők 12. legjobb gitárosának rangsorolta. Az MTV a 7. helyre sorolta a „22 legnagyobb hang a zenében” listáján. Cobain 2006-ban 20. lett a Hit Parader magazin „Heavy Metal's All-Time Top 100 Vocalists” (minden idők legjobb 100 heavy metal énekese) listáján. A Nirvanát 2014-ben beiktatták a Rock and Roll Hall of Fame-be.

## Élete

### Gyermek- és ifjúkora
Kurt Donald Cobain 1967. február 20-án született a Grays Harbor Kórházban, a Washington állambeli Aberdeenben, Wendy Elizabeth (született Fradenburg néven, 1947-2021) nevű pincérnő és Donald Leland Cobain (született 1946-ban) gépjárműszerelő gyermekeként. Szülei 1965. július 31-én házasodtak össze az idahói Coeur d’Alene-ben. Felmenői ír, skót, angol és német nemzetiségűek, County Tyrone-ból, Észak-Írországból vándoroltak át 1875-ben. Kutatások szerint cipészek voltak, eredeti nevük Cobane volt, és az Inishatieve nevű faluból települtek át Ontarióba, majd utána Washingtonba. Cobainnek van egy húga, Kimberly, aki 1970. április 24-én született.
Anyai nagybátyja, Chuck Fradenburg egy The Beachcombers nevű zenekar tagja volt, nagynénje, Mari Earle pedig számos zenekarban gitározott szerte Grays Harbor megyében. Delbert nevű nagy-nagybátyja pedig ír tenor volt, aki szerepelt a King of Jazz nevű 1930-as filmben. A kis Cobaint boldog és ingerlékeny, ugyanakkor érzékeny és gondoskodó gyereknek írták le. Tehetségének jelei már egészen korán megmutatkoztak. Hálószobáját rajzstúdiónak alakította, ahol kedvenc rajzfilmszereplőit rajzolta le, többek közt Aquamant, Mickey egeret, Plutót és Donald kacsát.
Kurt életére az is nagy hatást gyakorolt, amikor kiskorában látott egy embert, aki éppen öngyilkosságot követett el. Soha nem beszélt róla a szüleinek sem. Félt és bizonytalan lett.
Szülei akkor váltak el, amikor Cobain 9 éves volt. Szülei válása mély hatást tett későbbi életére. Édesanyja szerint, fia személyisége drámaian megváltozott; Cobain visszahúzódott és dacos lett. Egy 1993-ban készített interjúban mondta:
„Emlékszem, szégyelltem magamat, nem tudni, miért. Szégyelltem magam a szüleim miatt. Nem tudtam a barátaimra nézni az iskolában többé, mert kétségbeesetten akartam, hogy egy klasszikus, átlagos családban éljek én is: anya, apa. Akartam azt a biztonságot. A szüleim még jó néhány évig nehezteltek rám ezért.”
Cobain szülei mindketten találtak maguknak új társat a válás után. Édesapja megígérte neki, hogy nem házasodik újra; azonban, miután találkozott Jenny Westebyvel, megtette, ami miatt Cobain megrémült. Ő, édesapja, Westeby és két gyermeke, Mindy és James, összeköltöztek egy új házba. Cobain szerette Westebyt az elején, ugyanis megadta az anyai figyelmet, amit kívánt. 1979 januárjában, Westeby megszült egy fiúgyermeket, Chad Cobaint. Mivel nem kapott annyi figyelmet ezután, haragudni kezdett mostohaanyjára. Vér szerinti édesanyja elkezdett randevúzni egy olyan emberrel, aki később megverte és eltörte a karját. Wendy nem jelentette fel a férfit és el volt kötelezve a kapcsolathoz.
Cobain szemtelenül viselkedett a felnőttekkel szemben és terrorizálni kezdett egy gyereket az iskolájában. Ezek miatt édesapja és Westeby terapeutát fogadott, aki megállapította, hogy Kurtnek egységes családi környezetre lenne szüksége. Mindkét oldala a családnak megpróbálta szüleit kibékíteni, de mindhiába. 1979. június 28-án, Cobain édesanyja átadta a teljes felügyeleti jogot Cobain apjának.
Cobain kamaszkori lázadása már elviselhetetlen volt apjának, ezért a felügyeletét a családra és a barátaira bízta. Mialatt egy újjászületett-keresztény családnál lakott, Cobain jámbor kereszténnyé vált és rendszeresen vett részt istentiszteleteken. Később lemondott a kereszténységről. A „Lithium” című dala az ennél a családnál töltött időszakáról szól. A vallás később fontos szerepet játszhatott életében, ugyanis gyakran használt keresztény képeket munkáiban és állandó érdeklődést tartott fent a dzsainizmus és a buddhizmus iránt. A zenekar neve, a Nirvana is egy buddhista nézet, amit Cobain úgy írt le, mint „szabadság a fájdalomtól, a szenvedéstől és a külvilágtól”, ami párhuzamba vonható a punk rock etikájával és nézeteivel.
Bár nem érdekelték nagyon a sportok, mégis beiratkozott az iskolai birkózócsapatba, amihez édesapja ragaszkodott. Képzett birkózó volt, mégis megvetette ezt a tudást. Csapattársai és edzője is gúnyolta, amit elviselt, mert el akarta szomorítani apját. Később, apja beállította egy baseballcsapatba, ahol mindig szándékosan kiüttette magát, hogy kikerüljön a csapatból.
Cobain összebarátkozott egy homoszexuális fiúval az iskolában, ami miatt terrorizálni kezdték őt a tanulók, mert azt gondolták, hogy meleg. Egyik interjújában elmondta, hogy szerette, hogy azt gondolták róla, hogy homoszexuális, mert az emberek nem szerették a melegeket és legalább egyedül hagyták. Barátja megpróbálta megcsókolni őt, de hátrébb ment és elmondta, hogy nem meleg, de azért lehetnek barátok. Egy 1993-as interjújában elmondta, hogy „szellemben meleg” volt és „valószínűleg lehetett volna biszexuális”. Azt is elmondta, hogy festékszóróval felírta az autókra, hogy „God Is Gay” („Isten meleg”) Aberdeen körzetében. Egyszer azt állította, hogy „nem vagyok meleg, de jó lenne, ha az lennék, mert feldühíthetném a homofóbokat”.
Cobain szeretett rajzolni, gyakran rajzolt óra alatt, többek közt olyan tárgyakat, amik az emberi anatómiával kapcsolatosak. Amikor karikatúrarajzolási feladatot kapott, akkor Michael Jacksont rajzolta le. Amikor a rajztanára azt mondta, hogy annyira jó a rajz, hogy kirakja az iskola folyosójának falára, készített egy nem túl hízelgő vázlatot az akkori elnökről, Ronald Reaganről.
Osztálytársai és családtagjai közül sokan igazolták, hogy az első koncert, amin volt, az egy Sammy Hagar-koncert volt a Seattle Center Coliseumban, 1983-ban. Cobain azonban azt állítja, hogy az első koncertje a Melvins nevű együttesé volt; erről az élményéről beszámol a Journals című kiadványában. Tinédzserként a Washington állambeli Montesanóban élt. Cobain gyakran töltötte idejét a Melvins tagjaival.
Másodévesként édesanyjánál élt, Aberdeenben. Két héttel érettségije előtt otthagyta az aberdeeni középiskoláját, mert nem volt elég pénze, hogy elvégezze az iskolát. Édesanyja választás elé állította: vagy elhelyezkedik valahol, vagy mennie kell. Egy héttel később észrevette, hogy ruhái és egyéb tárgyai dobozokba lettek csomagolva. Száműzve érezte magát édesanyja otthonából, azonban barátaival maradt és néha visszalopakodott a ház pincéjébe. Cobain azt állította, hogy hajléktalansága bizonyos időszakaiban egy híd alatt élt a Wishkah folyónál. Ezen élményéről szól a „Something in the Way” című Nirvana-dal. Krist Novoselic azt mondta, hogy „[Cobain] oda ment, de nem tudott élni azon a sáros folyóparton, főleg, hogy az árapály fel és le mozgott. Ez volt az ő revizionizmusa.”
1986 végén, Cobain egy apartmanba költözött, aminek bérleti díját egy polinéz üdülőhelybéli munkájából fizette ki. Ezen időszakában gyakran járt Olympiába koncertekre. Utazásai alatt alakította ki Tracy Maranderrel kapcsolatát. A párnak szoros kapcsolata volt, de gyakran feszültté vált a pénzügyi nehézségek és Cobain távolléte miatt. Marander megélhetésüket a Seattle–Tacoma nemzetközi repülőtéren lévő büfében való munkájával biztosította, ahonnan gyakran lopott élelmiszert. Cobain legtöbb idejét késő estig tartó alvással, televíziónézéssel és művészeti projektjeire való koncentrálásával töltötte. Marander ragaszkodását ahhoz, hogy élettársa szerezzen munkát, a Nirvana „About a Girl” című számában említi meg. Marander érdeme a Bleach című Nirvana-debütálólemez borítója. A lány nem volt tudatában, hogy az „About a Girl” című dal róla szól, csak évekkel Cobain halála után szerzett tudomást róla.
Miután Marander elüldözte magától, Cobain randevúzni kezdett egy Tobi Vail nevű nővel. Sok időt töltöttek együtt, leggyakoribb beszélgetési témájuk a politika és a filozófia volt. Cobain kapcsolata Vaillel több dal szövegét inspirálta a Nevermind albumon. Egyszer, amikor éppen az anarchizmusról beszéltek egyik barátjukkal Kathleen Hannával, Hanna felfestette a lakás falára, hogy „Kurtnek olyan szaga van, mint a Teen Spiritnek” („Kurt Smells Like Teen Spirit”). A Teen Spirit egy dezodor volt, amit Vail használt és Hanna mindig azzal viccelődött, hogy Cobainnek ugyanolyan szaga van. Cobain, nem tudván ezt, azt gondolta, hogy a szövegnek forradalmi jelentése van.

### Nirvana
Cobain tizennegyedik születésnapja volt 1981. február 20-án. Nagybátyja felajánlotta neki, hogy választhat egy bicikli vagy egy használt gitár közül. A gitárt választotta. Elkezdett olyan dalokat tanulni, mint a „Louie Louie”, a The Carstól a „My Best Friend's Girl” és a Jesus Don't Want Me For A Sunbeam, majd később saját dalokat kezdett írni. A középiskolában nem sokszor talált olyan embert, akivel tudott zenélni. Amikor a Melvins nevű zenekar próbáira járt, akkor találkozott Krist Novoseliccsel, akivel egy iskolába jártak, de nem találkoztak még egymással. Novoselic édesanyja egy fodrászatot üzemeltetett. Cobain és Novoselic a fodrászat felső emeletén próbáltak. Néhány évvel később Cobain megpróbálta rávenni barátját egy zenekar alapításába, kölcsönadva neki egy demót amit Cobain korábbi együttesével, a Fecal Matterrel készített. Hónapokig tartó kérlelése után, Novoselic beleegyezett a zenekar alapításába.
Cobain kiábrándult a korai turnézásokból, mert nem tudták megérinteni a tömeget és nehéz volt fenntartani saját magát. A doboskérdés sokáig fennállt, de végül Chad Channinget választották listájukról, akivel felvették a Bleach című albumukat 1989-ben. Cobain azonban elégedetlen volt Channing stílusával, ezért a zenekar új dobost kezdett keresni, majd meg is találták Dave Grohl személyében. Grohl érkezésével elkezdtek dolgozni első nagykiadós albumukon, a Nevermindon, ami 1991-ben jelent meg és az együttes legnagyobb sikerét hozta. A „Smells Like Teen Spirit” című dal tette leginkább híressé a zenekart, ami az első kislemez volt az albumról. Ezzel a Nirvana mainstream zenekarrá vált és népszerűvé tette az alternatív rock egyik alműfaját, a grunge-ot.

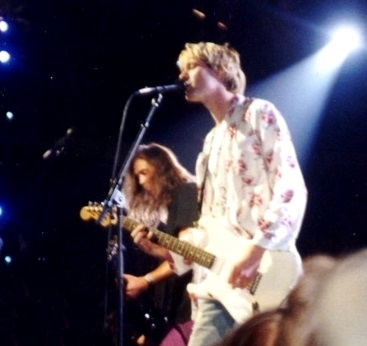
Cobain (jobbra) a Nirvanával, 1992-ben.

A Nirvana sikerével több, úgynevezett „grunge” stílusú együttes is befutott mint az Alice in Chains, a Pearl Jam és a Soundgarden. Cobaint a média „generációja szószólójának” kiáltotta ki, a Nirvanát pedig az X-generáció „zászlóshajójának”. Cobain kényelmetlenül érezte magát a rá irányuló figyelemtől, és inkább a zenére összpontosított. Abban a hitben, hogy az együttes üzenetét és művészi vízióját félreértelmezték, kihívás elé állította a zenekar közönségét az 1993-as In Utero című harmadik stúdióalbumukkal.

### Halála
1994 elején az együttes európai körútra indult. A turné vége felé, március 1-jén Münchenben Cobaint hörghuruttal és torokgyulladással diagnosztizálták, ami miatt a következő esti koncertjüket törölték. Rómában március 4-én reggel Courtney Love öntudatlan állapotban találta Cobaint, és sietve bevitette a legközelebbi kórházba. Az orvos, aki megvizsgálta, azt nyilatkozta egy sajtókonferencián, hogy az énekes 50 darab Rohypnol gyógyszert két üveg pezsgővel kombinált. Ezt követően Cobain néhány napig kómában feküdt. A turné további részét törölték.
Március 8-án Cobain és Love hazarepült Seattle-be. Több mint egy héttel később Love felhívta a rendőrséget, azt állítva, hogy férje bezárkózott az egyik szobába egy fegyverrel, és öngyilkosságra készül. Cobain a kiérkező rendőröknek azt állította, hogy csak magát akarta megvédeni a feleségétől. Később Love is beismerte a rendőrségnek, hogy férje valójában nem fenyegetőzött öngyilkossággal. Március 30-án Cobain legjobb barátjával, Dylan Carlsonnal vásárolt egy fegyvert, ami később a vesztét jelentette.
A következő hetekben Cobain heroinfüggőségén próbált segíteni azzal, hogy elvonókúrára ment. Április 1-jén azonban megszökött az intézetből, és hazarepült Seattle-be. A repülőn Duff McKagan mellett ült és úgy tűnt, hogy Cobain örül neki, habár korábban volt afférja a Guns N' Roses-szal, különösen Axl Rose-zal. McKagan később azt mondta: „az ösztönöm azt súgta, hogy valami nincs rendben”. Felesége egy nyomozóval, Tom Granttel kerestette, sikertelenül. 1994. április 5-én Cobain máig tisztázatlan körülmények között seattle-i házának garázspadlásán öngyilkos lett. Állítólag közben az R.E.M.. Automatic for the People című albumát hallgatta. A holttestre csak három nappal később talált rá egy villanyszerelő.
Április 10-én elhamvasztották, majd hamvait a Wishkah folyóba szórták. A temetésen Krist Novoselic és Courtney Love is beszédet mondott. Azóta olyan hírek terjengtek, hogy halála csak egy elterelő lépés volt a médiát kijátszandó. Ugyanis felesége csak a vagyonára vágyott; miután Cobain meghalt, vagyonát a feleségére kellett volna hagynia. De ezek után Courtney nem lett boldogabb, sőt egy-két betörést is elkövetett a „drogokért”.[forrás?]

#### Búcsúlevele
„Egy tapasztalt, együgyű ember szavai következnek, aki nyilvánvalóan szívesebben lenne elsatnyult, infantilis panaszgép. Szeretnék érthetően fogalmazni ebben a levélben.
Évek óta, amióta először találkoztam közösségetek, hogy is mondjam, függetlenséghez kötődő etikájával és ölelésével, a punk-rock élet „alapiskoláit” jártam, és az ott kapott figyelmeztetések mindegyike nagyon is igaznak bizonyult. Már túl sok éve nem éreztem a zenehallgatás és zenealkotás izgalmát, sem az olvasásét és az írásét. Elmondhatatlan bűntudatom van mindezen dolgok miatt. Például, amikor ott vagyunk a kulisszák mögött, és kialszanak a fények és tombolva felzúg a tömeg, ez nem hat rám úgy, ahogy Freddie Mercuryra hatott, aki láthatóan imádta a tömegből felé áradó szeretetet és rajongást, amit én abszolút csodálok és irigylek. Az igazság az, hogy nem tudlak becsapni titeket, semelyikőtöket. Ez egyszerűen nem fair sem veletek, sem velem szemben. A legszörnyűbb bűn, amit el tudok képzelni, hogy színleléssel átverem az embereket és úgy teszek, mintha 100%-osan jól érezném magam.
Néha úgy érzem, mintha színpadra lépés előtt blokkolóórára lenne szükségem. Mindent kipróbáltam, már ami erőmből tellett, hogy mindezt értékelni tudjam (és most is próbálom, Isten bizony próbálom, de ez nem elég). Tisztában vagyok vele, hogy én és mi sok embert megérintettünk és szórakoztattunk. Nárcisztikus az, aki csak akkor értékeli a dolgokat, amikor már elmúltak. Túl érzékeny vagyok. Kicsit tompábbnak kéne lennem ahhoz, hogy ismét úgy lelkesedhessek, ahogy gyerekkoromban.
Az utolsó 3 turnén sokkal jobban elfogadtam az embereket, akiket személyesen, illetve rajongóinkként ismertem, de még mindig nem vagyok túl a frusztráción, bűntudaton és empátián, amelyet mindenkivel szemben érzek. Mindünkben van valami jó, és én azt hiszem, egyszerűen túlságosan szeretem az embereket, annyira, hogy az már kurvára elszomorít. A szomorú, érzékeny, nem elfogadó, halak jegyű Jézus-emberke. Miért nem élvezed egyszerűen? Nem tudom!
Van egy istennő feleségem, aki ambiciózus és empatikus, és egy lányom, aki túlságosan emlékeztet arra, milyen is voltam régen, tele szeretettel és kedvvel, minden szembejövőt megcsókolva, mert mindenki jó és senki se bántja. És ez olyannyira megrémít, hogy teljesen lebénulok. Még a gondolatát sem tudom elviselni, hogy Frances is ugyanolyan nyomorult, önpusztító, halott rocksztárrá válik, mint én.
Jól vagyok, nagyon jól vagyok és hálás vagyok, de hétéves korom óta gyűlölettel teltem meg általában az emberek iránt. Csak azért, mert az emberek számára aki empatikus, annak oly könnyű. Azt hiszem, csak azért, mert túlságosan szeretem és sajnálom az embereket.
Égő, émelygő gyomrom poklából köszönöm mindenkinek az elmúlt években kapott leveleket és aggodalmakat. Túlságosan is szeszélyes, hangulatember vagyok! Nincs már bennem szenvedély, és úgy emlékszem, jobb kiégni, mint elenyészni.
Béke, szeretet, együttérzés,
Kurt Cobain
Frances és Courtney, ott leszek az oltárotoknál.
Courtney, kérlek folytasd, Francesért.
Az életéért, ami sokkal boldogabb lesz nélkülem.
Szeretlek, szeretlek!”

## Magyarul megjelent művei
- Kurt Cobainː Naplók; ford. Andersen Dávid, Nádori Péter, jegyz. Nádori Péter; Tericum, Bp., 2004
- Halálösvény. Kurt Cobain, 1967–1994. In memoriam; szerk. Szöllősi Vagabund Péter, Szabó Flóra; Vagabund, Kecskemét, 2000
- Charles R. Cross: A mennyeknél súlyosabb; ford. Stern Gabriella, Cartaphilus, Bp., 2003; elő-, utószó ford. Draveczki-Ury Ádám; Cser Kiadó, Bp., 2019 (az életrajzi könyv eredeti címe – Heavier Than Heaven – utalás a Nirvana és a Tad 1989-es európai turnéjára)

## Fordítás
- Ez a szócikk részben vagy egészben  a   Kurt Cobain című angol Wikipédia-szócikk fordításán alapul.  Az eredeti cikk szerkesztőit annak laptörténete sorolja fel. Ez a jelzés csupán a megfogalmazás eredetét és a szerzői jogokat jelzi, nem szolgál a cikkben szereplő információk forrásmegjelöléseként.